# Theilheim
Theilheim település Németországban, azon belül Bajorországban. Lakosainak száma 2452 fő (2023. december 31.).

## Népesség
A település népessége az elmúlt években az alábbi módon változott:
| Lakosok száma | 836  | 1429 | 1903 | 2067 | 2335 | 2296 | 2322 | 2332 | 2402 | 2452 |
|               | 1875 | 1950 | 1975 | 1987 | 2012 | 2014 | 2016 | 2017 | 2021 | 2023 |